# Stade d’Amitié
Stade d’Amitié – to stadion piłkarski w mieście Grand' Anse na wyspie Praslin na Seszelach. Swoje mecze rozgrywają na nim drużyny piłkarskie Côte d’Or FC i Light Stars FC. Stadion może pomieścić 2000 widzów.